# Roquesteron
Roquesteron é uma comuna francesa na região administrativa da Provença-Alpes-Costa Azul, no departamento Alpes Marítimos. Estende-se por uma área de 6,47 km², com  (Roquerois ou Roquestéronnais) 511 habitantes, segundo os censos de 2007, com uma densidade de 73 hab/km².